# Phorocera cirrata
Phorocera cirrata là một loài ruồi trong họ Tachinidae.